# Mortadelo y Filemón II: Safari callejero
Mortadelo y Filemón II: Safari callejero es el título de un videojuego de 1989 desarrollado por Animagic y distribuido por Dro-Soft para Amstrad CPC, ZX Spectrum, Amstrad PCW, MSX y PC. Está basado en los populares personajes de Ibáñez Mortadelo y Filemón, más concretamente en la historieta de 1970 Safari callejero.

## Argumento
El profesor Bacterio ha creado una raza de gallinas radioactivas que ha quedado suelta por todo el edificio de la T.I.A. El Súper le encarga la tarea de capturarlas a Mortadelo y Filemón antes de que se escapen.

## El juego
El juego está dividido en dos partes independientes y con estructura y estilo de juego completamente diferentes.

### Primera parte: Cacería de pollos
La primera parte es un juego de plataformas. Controlamos a Filemón, que debe moverse por los distintos pisos del edificio de la T.I.A. buscando a las gallinas que revolotean mientras a la vez evita a toda clase de enemigos, como cerdos y ovnis, así como los huevos que van soltando las gallinas y que tienen la capacidad de flotar y rebotar por todas las superficies. Para ello podrá saltar sobre archivadores, estanterías, alféizares, etc, y podrá utilizar un ascensor situado en el extremo derecho que le permitirá ir de una a otra de las tres plantas que tiene el edificio, azotea incluida. Cuando Filemón atrape una gallina, deberá acudir inmediatamente a la azotea, donde le espera Mortadelo, y entregársela, para ir a por la siguiente, hasta llegar a ocho. Cada vez que se entregue una gallina, la dificultad aumentará apareciendo nuevos y más peligrosos enemigos. Si Filemón pierde una vida con una gallina en las manos antes de entregársela a Mortadelo, esa gallina no contabilizará y habrá que atraparla otra vez. Al atrapar todas las gallinas, se mostrará la clave para ejecutar la segunda parte.

### Segunda parte: La ira del Súper
Mortadelo ha enfurecido al Súper por haber cocinado todas las gallinas en lugar de entregárselas para su estudio como era su cometido. Debe escapar de su furia en una carrera por toda la ciudad, hasta llegar al embarcadero donde le espera Filemón con una lancha para huir. En el camino, Mortadelo deberá hacer uso de sus disfraces para sortear los diferentes obstáculos y los objetos que le lanza el Súper. El movimiento de Mortadelo es automático, en una carrera constante hacia adelante en la que sólo podrá saltar o agacharse según sus posibilidades. Dispone de cuatro indumentarias: su levita normal, el disfraz de serpiente, el disfraz de rana y el disfraz de fantasma. Con la ropa normal carecerá de habilidades especiales y será especialmente vulnerable, aunque tendrá la opción de agacharse ligeramente y dar pequeños saltos. El disfraz de rana le permitirá dar grandes saltos con los que esquivar motocicletas y coches que se encuentre por el camino, y su altura reducida le permitirá esquivar algunos objetos del súper lanzados a altura. El disfraz de serpiente le da una altura extra reducida con la que poder esquivar ráfagas de objetos que lance el Súper, aunque no podrá saltar si lanza objetos bajos. Por último, el disfraz de fantasma le permitirá atravesar las paredes que se encuentre, impidiéndole saltar y agacharse. Mortadelo dispone de un margen de unos cuantos golpes con algunos objetos, y si lo agota o se choca con una pared o un coche o moto perderá una vida.